# Filippinerna i olympiska sommarspelen 1960
Filippinerna deltog i de olympiska sommarspelen 1960 med en trupp bestående av 40 deltagare. Ingen av landets deltagare erövrade någon medalj.